# Carlo Vigarani
Carlo Vigarani (* get. 9. Januar 1637 in Modena; † 13. Februar 1713 in Saint-Ouen) war ein italienischer Bühnenbildner (Quadraturmalerei) und Theaterarchitekt des Barock. Er stand im Dienst des französischen Königs Ludwig XIV. und galt als der „größte Illusionskünstler der Epoche“.

## Leben

### Von Modena nach Paris
Carlo Vigarani war das zweitjüngste Kind des Ingenieurs und Architekten Gaspare Vigarani. Eine adlige Abstammung begünstigte seiner und der fünf Geschwister gediegene Ausbildung, für deren Finanzierung Gaspare auch die Hilfe des Fürsten von Modena in Anspruch nahm. Gaspares guter Ruf als Theaterarchitekt verschaffte ihm 1659 eine Einladung nach Paris, wo er für Kardinal Mazarin ein großes Theater entwerfen sollte. Begleitet von seinen Söhnen Lodovico und Carlo nahm er Wohnung unter der Grande Galerie des Louvre-Palastes, ein Appartement, das Carlo bis zu seinem Lebensende würde nutzen dürfen.
In den ersten Tagen hatte Carlo Gelegenheit, auf Château de Chantemesle Louis Hesselin kennen zu lernen. Jener war intendant des Menus Plaisirs du roi (Sekretär für des Hofes Kleinigkeiten und Vergnügungen) und organisierte die Ballettaufführungen, an denen Ludwig XIV. teilnahm. Ein wie hier erlebter warmherziger Empfang kam nicht oft vor. Antoine de Ratabon, Superintendant der königlichen Bauten, schätzte Gaspare wenig. Es gab ein den Italienern wenig zuträgliches Meinungsklima, wie bei der 15 Jahre zurückliegenden Fronde, und selbst unter ihren etablierten Landsleuten vor Ort geschah Stimmungsmache gegen die Vigaranis: Giacomo Torelli lancierte ein kritisches Pamphlet, Francesco Buti war zuerst freundlich, dann ihr Gegner.
Als sich 1660 abzeichnete, dass das Théâtre des Tuileries zum Karneval des nächsten Jahres nicht fertig sein würde, bat man die Vigaranis, die Gemäldegalerie des Louvre-Palastes für eine Aufführung von Francesco Cavallis Oper Xerse herzurichten. Da Gaspare die größere Baustelle nicht im Stich lassen wollte, fiel das neue Projekt an Carlo. Für die provisorische Bühne bot Carlo all sein Können auf und erntete das Lob des Königs: „C’est la plus belle invention du monde!“ (Das ist die schönste Erfindung der Welt!). Auch das Publikum fand es ansprechend, Carlo erhielt sogleich den Auftrag zum Umbau des Raumes für das nächste Stück, das Ballet de l’Impatience – diesmal mit Superintendanz über das ganze Schauspiel. Ludwig übte die von ihm getanzte Rolle bis zur Perfektion, besuchte die Baustelle – und hielt die Arbeiter auf. Also musste nachts weitergearbeitet werden, bei Kerzenlicht, und nach Arbeitsende brach am 6. Februar 1661 ein Brand aus. Die Gemäldegalerie nahm erheblichen Schaden, Unachtsamkeit wurde Vigarani vorgeworfen, doch der König hielt weiter zu ihm. Er regte sich nicht weiter über den Verlust auf, nur ein neues Theater musste her, innerhalb einer Woche – „versprechen Sie es mir?“ Carlo würde fortan die unglaublichsten Dinge in kürzesten Fristen zu erledigen haben. Das Ballett erfreute die Zuschauer, und ebenso die von Carlo fabrizierte Bühnendekoration – er durfte mit dem Hof im Sommerhalbjahr in Fontainebleau verweilen.
François Honorat de Beauvilliers, Duc de Saint-Aignan, arbeitete dort an der Aufführung des Ballet des Saisons und Carlo bekam den Auftrag für die Bühne, die er als fahrbares Gebilde auslegte. Neu war, dass solch eine Veranstaltung nicht in der kühlen Fastnachtszeit stattfand, sondern in der Sommerhitze. Carlo wusste zur Erfrischung eine so große Anzahl von Springbrunnen zu installieren, dass das Publikum sich fragte, woher er das Wasser nahm. Es gefielen Lullys Musik und Carlos Bühne, auf der wenige Tage später auch Molières Les Fâcheux gezeigt wurde.

### Im Blickpunkt der Gazetten

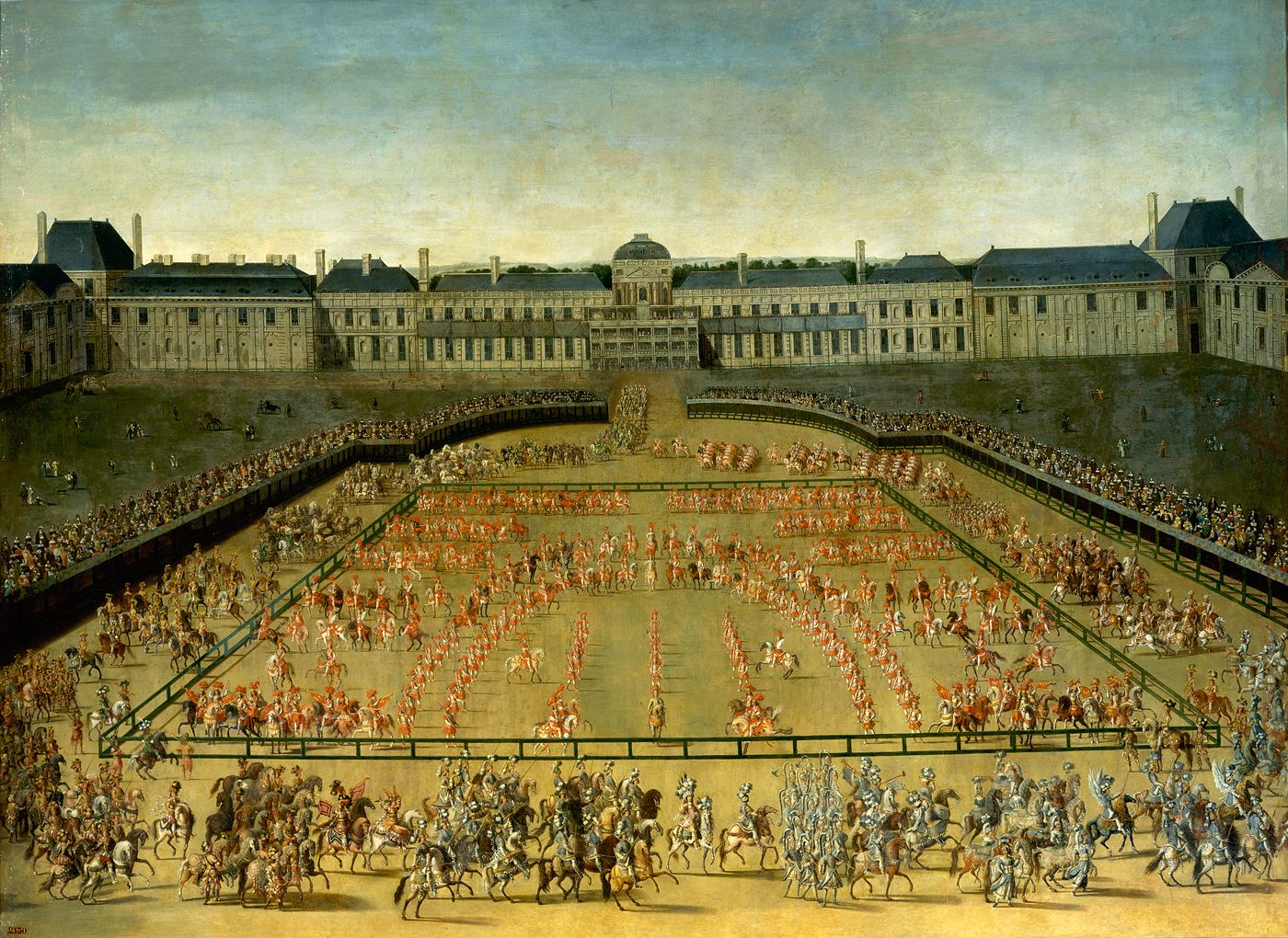
Le Grand Carrousel von 1662 auf einem Gemälde von Henri de Gissey.

Derartigen „kinetischen Festschmuck“ ordnete man der allgemeine Neugier weckenden Gattung der  machines zu und Carlo Vigarani wurde einer der herausragenden Spezialisten für den Bau der Geräte zur Aufführung von Pièces de machines (Maschinenstücken). Von hinten betrachtet hatte eine Bühne der damaligen Zeit mit ihren Tauen, Seilrollen, Winden und Trommeln die Anmutung eines aufgetakelten Segelschiffs und die Bühne des Théâtre des Tuileries bot sieben bemerkenswert große Maschinen auf. Deren Bedienung brachte für das ungeübte Personal im Februar 1662 bei den ersten Aufführungen von Cavallis Oper Ercole amante Probleme mit sich, und doch bewunderte das Publikum die Kühnheit der Maschinen – nicht so die Musik. Dies lag auch an dem hohen Giebeldach, das die Zimmerleute gegen den ursprünglichen Plan Vigaranis durchsetzten und mit für eine schlechte Akustik sorgte. Jedenfalls wurde Carlo im Juni des Jahres zum ingénieur du roi (Ingenieur des Königs) ernannt und lieferte mit dem Amphitheater für das Grand Carrousel den nächsten Beweis seines Könnens.
Ludwig gönnte Carlo Vigarani anschließend nur wenige Tage in Italien, da er kurzfristig im Palais-Royal das Ballet des arts aufführen lassen wollte. Obwohl der Herzog von Mortemart – er war nach einem Rotationssystem gerade Leiter der Menus Plaisirs – ihn unterstützte, hatte Carlo bis zum 8. Januar 1663 zu tun, um die alte Bühne hinsichtlich der Bühnenmaschinerie annähernd auf das Niveau des Tuilerientheaters zu bringen. Mit den installierten Geräten ließen sich dann aber auch noch 1664 Les Amours dèguisés und 1665 das Ballet de la Naissance de Vénus aufführen. Vigarani eilte nun der Ruf eines hervorragenden Ingenieurs voraus. König Ludwig fand in dieser Zeit Gefallen an dem alten Jagdschloss in Versailles und Vigarani kam die Idee, dessen Park für ein kolossales Fest zu nutzen: Les Plaisirs de l’Ile enchantée. Herzog von Saint-Aignan stutzte Carlos Ideen noch ein wenig zurecht, aber das Ereignis vom Mai 1664 machte Vigarani endgültig zur Berühmtheit.

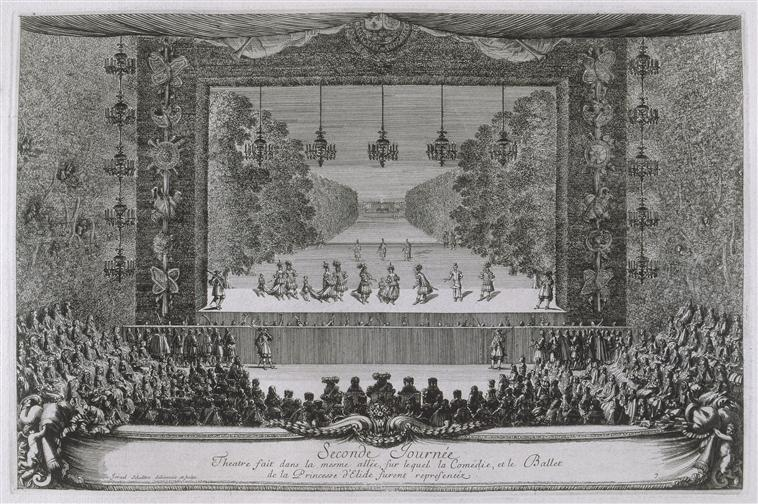
Zweiter Tag der Plaisirs de l’Ile enchantée: Das Bühnenbild für La Princesse d‘Elide war die echte Allée royale des Parks von Versailles (Graphik von Israël Silvestre).

Für das enthaltene Stück La Princesse d‘Elide von Molière und Lully baute Vigarani ein théâtre éphémère (temporäre Spielstätte) mit künstlichen Felsen als Bühnendekoration. In der Schlussszene erwuchs aus dem Bühnenboden ein großer Baum, auf dem 16 Instrumentalisten saßen und spielten.
Kritisch wurde es für Carlo, als im Juni 1665 der renommierte Architekt Gian Lorenzo Bernini in Paris eintraf, am Tuileriensaal herumnörgelte und einen Neubau vorschlug. Der Abbé Buti, seit Mazarins Tod in eine Außenseiterrolle geraten, stimmte ein mit Vorwürfen, der kleine Vigarani könne nichts und wolle sich nur die Börse füllen. Für Carlo aber hielt die Protektion des Königs, der Bernini nach einem halbstündigen Gespräch als jemand einschätzte, der in Frankreich nichts gut gemacht fand. Als im Jahr 1666 nach dem Tod der Königin-Mutter Anna von Österreich sich die üblichen divertissements nicht schickten, verlegte Ludwig sich auf Militärmanöver und beauftragte Carlo, am Übungsplatz für die Beobachter einen großen Speisesaal aus Laubwerk zu bauen. Auch die 1.200 Zelte nach Farben geordnet akkurat aufzustellen, gehörte dazu.

### Erfolge und Illusionen von Versailles

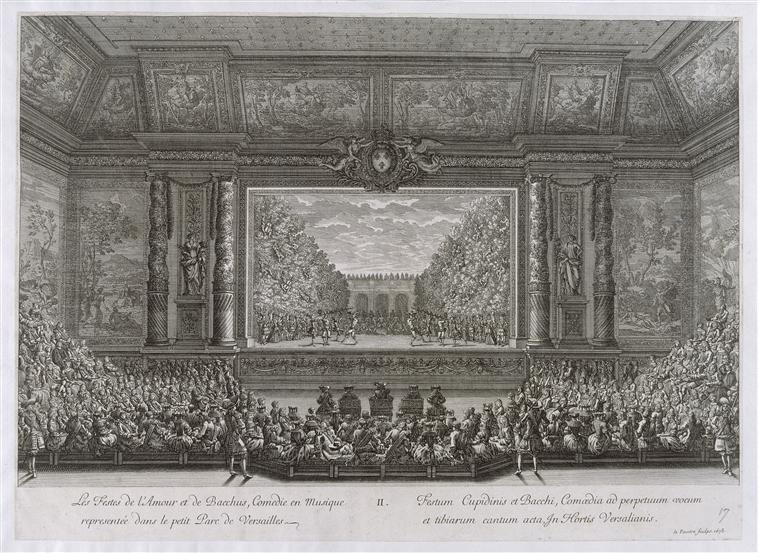
Vigaranis 1668er-Bühne in Versailles. Sie diente 1672 auch für die Aufführung der Fêtes de l’Amour et de Bacchus (Graphik von Jean Lepautre).

Als nach dem Devolutionskrieg 1668 in Aachen ein für Frankreich vorteilhafter Frieden beschlossen wurde, war dies ein Anlass für das nächste große Hoffest: In Versailles veranstaltete man das Grand Divertissement royal, mit Carlo als Architekt für ein neues ephemeres Theater. Diesmal versteckt zwischen Bäumen, in schlichtem Stil außen eher ländlich rustikal, überraschte es den Besucher mit einem prachtvollen Innenraum. Das vorgesehene Schauspiel George Dandin hätte auf die beigefügte Bühnenmaschinerie verzichten können, doch machte sie die musikalischen Intermedien interessanter: Zum Schluss erschien ein mit Bäumen bedeckter künstlicher Felsen, dazwischen 40 Satyrn.
Man forderte Vigarani 1669 auf, Pläne für Schloss Versailles einzureichen, gebaut wurde davon aber nichts – wie überhaupt keiner seiner Entwürfe, für die Stein als Baustoff vorgesehen war, je realisiert wurde.

### Die 1670er Jahre – Höhepunkt desGrand Siècle

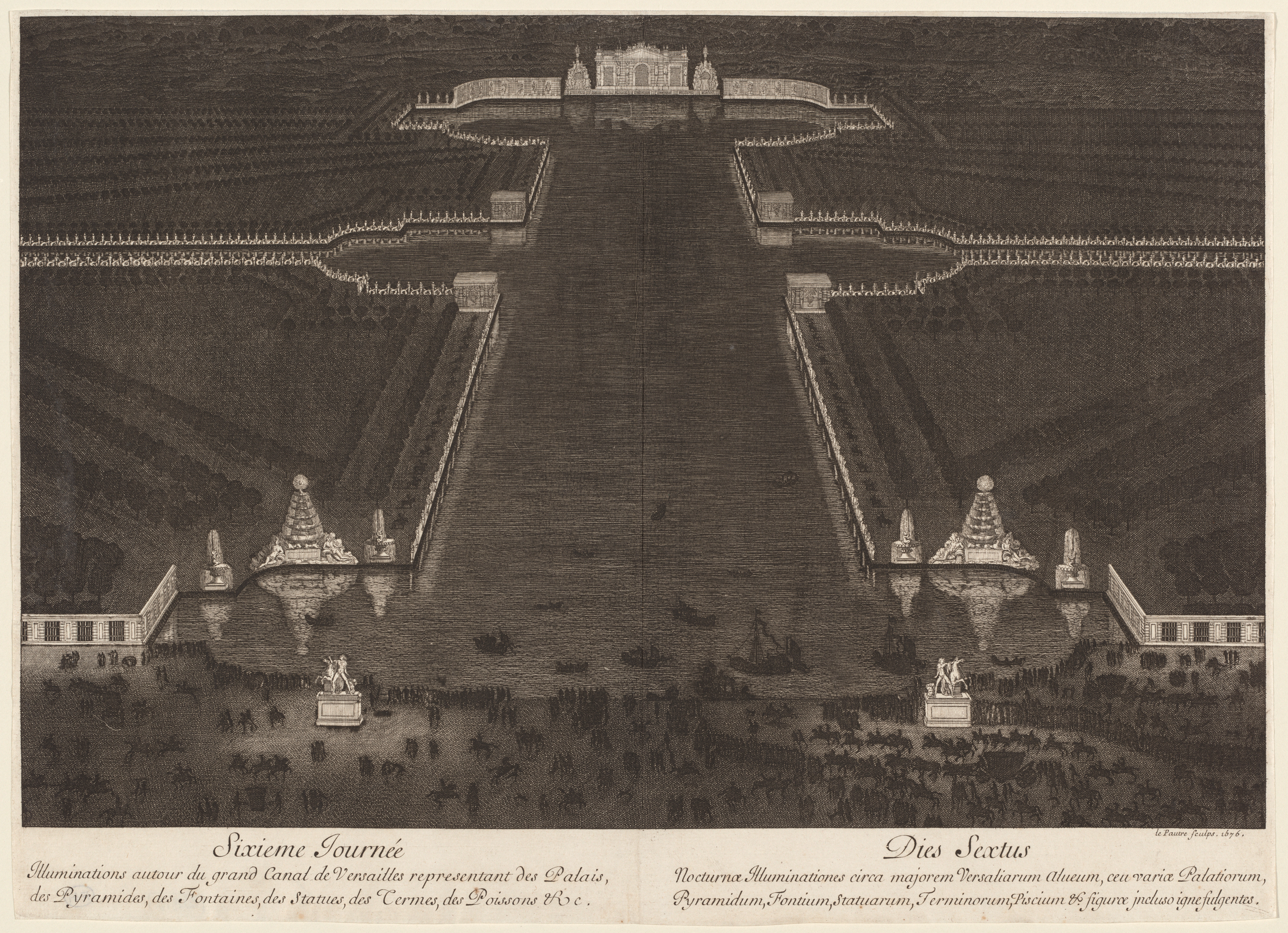
Beleuchtung des Großen Kanals von Schloss Versailles (Graphik von Jean Lepautre).

König Ludwig XIV. hatte das Tuilerientheater trotz seiner Mängel nicht aufgegeben, im Gegenteil bestellte er für 1671 eine tragédie-ballet, die dort mit Vigaranis Maschinen aus 1662 aufgeführt wurde: Psyché von Molière und Lully. Es war mit Kosten von 334.645 Livres die weitaus teuerste höfische Produktion dieser Epoche. Mitte des Jahrzehnts galt Vigarani in Paris als einziger, der die Maschinen jener Oper hantieren konnte, die Lully 1672 zusammen mit ihm gegründet hatte: der Académie royale de musique. Von 1673 an konnten sie das Palais-Royal nutzen und Carlo nahm am Theatersaal Umbauten vor. Das Projekt war aus Vigaranis Sicht nicht einträglich, und nachdem der König 1679 für ihn das Amt des inventeur des machines des théâtres, ballets et fêtes royales geschaffen hatte, trennte er sich im folgenden Jahr von Lully. Befördert haben mag die Entfremdung auch der Umstand, dass Vigarani im Februar 1675 vertraglich eine Zusammenarbeit mit Henri Guichard vereinbart hatte, kurz bevor jener wegen behaupteten versuchten Mordes an Lully in Untersuchungshaft kam.

### Eheschließung und Erwerb eines Schlosses
Sein erster Versuch, in den Stand der Ehe zu treten, scheiterte noch an seiner Bindung an Modena, wie überhaupt seine dortige Verwandtschaft ihm bald nicht mehr wohlgesinnt war – insbesondere in Erbschaftsangelegenheiten. Im Mai 1673 wurde Carlo Vigarani französischer Staatsbürger und seine Heirat vom 17. November 1676 mit Marie-Marguerite Dubois de Montmoreau wäre unkompliziert gewesen, hätte es nicht eines Nachweises seiner adligen Abstammung bedurft – wofür wieder das Wohlwollen der Modeneser Verwandten erforderlich war. 1677 erwarb er Schloss, Rittergut, Boden und Grundherrschaft von Saint-Ouen-du-bois, Pays de Touraine, nahe Amboise. Der König bestätigte 1688 seinen Adelsstand und als die Aufträge ausblieben, zog er sich von 1690 an auf sein Schloss zurück. Jean Bérain hatte ihn bei Lully ersetzt, nur die Illumination der Gärten und des Grand Canal de Versailles von 1684 war nochmals ein beruflicher Höhepunkt. Für den Versailler Ballettsaal, dessen Bau er anstrebte, gab es 1685 einen Planungsstopp – Ludwig beschäftigte sich unter dem Einfluss von Madame de Maintenon mehr mit Religion und Moral – und die bedrohliche Augsburger Allianz sorgte letztlich für das Ende von Carlo Vigaranis Karriere.